# آرگوییل
آرگوییل (به فرانسوی: Argueil) یک کمون در فرانسه است که در canton of Argueil واقع شده‌است. آرگوییل ۶٫۹۵ کیلومتر مربع مساحت دارد ۱۱۳ متر بالاتر از سطح دریا واقع شده‌است.